# Papir 127
El papir 127 (amb la numeració Gregory-Aland) és una còpia d'una petita part del Nou Testament en grec antic. És un manuscrit papir de les Fets dels Apòstols.

## Descripció
Els textos que han sobreviscut dels Fets són els versets 10: 32-35, 40-45; 11: 2-5, 30; 12: 1-3, 5, 7-9; 15: 29-31, 34-36, (37), 38-41; 16: 1-4, 13-40; 17: 1-10, i es troben en un estat fragmentari. El manuscrit paleogràficament ha estat assignat al segle V (INTF). Està escrit en dues columnes per pàgina, entre 22 i 26 línies per pàgina (originalment).